# 카미유 라자트
카미유 라자트(Camille Razat, 1994년 3월 1일 ~ )는 프랑스의 배우, 모델이다. 넷플릭스 드라마 《에밀리, 파리에 가다》의 카미유 역으로 잘 알려져 있다.